# 平定県
平定県（へいてい-けん）は中華人民共和国山西省陽泉市に位置する県。

## 歴史
前漢により設置された上艾県を前身とする。南北朝時代、北魏により石艾県、742年（天宝元年）には唐朝により広陽県と改称された。
979年（太平興国4年）、宋朝は平定県と改称、平定軍（金代に平定州とされる）の軍治とした。1265年（至元2年）、元朝により平定県は廃止となり、管轄区域は平定州直轄とされた。1913年（民国2年）の州制廃止に伴い平定県と改称されている。
1958年に廃止とされ陽泉市に編入されたが、1961年に再設置され現在に至る。

## 行政区画
- 鎮:冠山鎮、冶西鎮、鎖簧鎮、張荘鎮、東回鎮、柏井鎮、娘子関鎮、巨城鎮
- 郷:石門口郷、岔口郷